# Mamia III Gurieli
Mamia III Gurieli, in georgiano მამია III გურიელი?, indicato anche come Mamia d'Imerezia o coi soprannomi di Gran Gurieli (in georgiano: დიდი გურიელი) o Gurieli Nero (in georgiano: შავი გურიელი) (Ozurgeti, ... – Kutaisi, 5 gennaio 1714), è stato Principe di Guria dal 1689 al 1714.
Rimase coinvolto nelle guerre civili che piagarono la Georgia occidentale a fine Seicento, divenendo re d'Imerezia tre volte nel 1701, 1711-1712 e 1713-1714. Dopo il suo primo regno come re per un anno nel 1701, abdicò al trono di Imerezia, non essendo in grado di tollerare l'influenza del suocero Giorgi Abashidze. I successivi periodi della sua reggenza furono il risultato di una faida con Giorgio VII d'Imerezia. Mamia morì in carica come sovrano ed il trono tornò al suo rivale Giorgio VII.

## Biografia

### Ascesa ed il primo governo in Guria
Mamia era uno dei figli minori di Giorgio III Gurieli e Tamar Chijavadze. Alla morte di Giorgio nel corso della battaglia di Rokiti contro re Alessandro IV d'Imerezia nel 1684, Mamia si unì ai suoi fratelli in esilio ad Akhaltsikhe sotto la protezione del governatore ottomano locale Yusuf-Pasha. Nei successivi scontri con il fratello maggiore di Mamia, Kaikhosro e suo zio paterno Malakia, il primo perse la vita, ed il secondo venne privato della vista. Nel 1689, su richiesta della nobiltà di Guria, Mamia venne convocato da Akhaltsikhe ed installato come principe reggente col supporto del pascià, mentre l'accecato Malakia venne creato vescovo di Shemokmedi dal nuovo governante Gurieli.
Nel 1690, Mamia ospitò Giorgio XI, l'esiliato re di Cartalia e nemico di Alessandro IV d'Imerezia, ma ben presto divenne sospettoso dei suoi nobili lealisti, costringendo quindi Giorgio a porsi nuovamente sotto la protezione degli ottomani. Nelle incessanti lotte in Imerezia, Mamia originariamente supportò suo suocero Giorgi Abashidze, ma, nel 1699, aiutò il cognato Abashidze, re Simone, ritornato dal suo esilio in Cartalia a riprendere la corona d'Imerezia. In cambio, Simone si accordò per divorziare dalla figlia di Abashidze, Anika, per sposare la sorella di Mamia. Abashidze, supportò quindi il reggente mingreliano Giorgi Lipartiani e condusse le sue truppe ai confini di Guria e chiese di uccidere Simone, promettendo di creare Mamia re di Imerezia. Gurieli si rifiutò di fare ciò, ma permise agli agenti di Abashidze di uccidere Simone nel suo bagno nel 1701.

### Il primo regno in Imerezia e l'invasione ottomana
Come promesso, Abashidze creò Mamia re d'Imerezia, ma solo nominalmente. Abashidze controllava infatti tutti i domini real, le rendite e la nobiltà, mentre Mamia era costretto a vendere alcuni dei suoi sudditi come schiavi per venire incontro alle proprie spese personali. Sul finire dell'anno, Mamia sentì il bisogno di abdicare e di ritirarsi in Guria. Abashidze si autoproclamò re d'Imerezia oltre che sovrano di Guria e Mingrelia.
Nel 1703, Guria come il resto della Georgia occidentale subì un'invasione da parte dell'Impero ottomano. Gli ottomani mossero un'invasione su vasta scala con l'intento di eliminare la sovranità indipendente di Guria e limitare quella d'Imerezia. Una rivolta delle truppe ai confini della Georgia costrinse gli ottomani a ritirarsi dalla Georgia interna, ma l'area costiera attorno a Batumi venne definitivamente persa per la Guria.

### Secondo e terzo regno in Imerezia
Dal 1707, l'unità imposta da Abashidze sulla Georgia occidentale crollò. Nel 1709, Abashidze ed i suoi alleati mingreliani vennero sconfitti dal suo rivale Giorgio VII, il quale godeva ora dell'appoggio ottomano. Giorgio quindi razziò Guria in risposta al supporto di Mamia ad Abashidze. Il governo corrotto di Giorgio divenne ben presto intollerabile per gli imereziani; nell'ottobre del 1711, Mamia si assicurò il supporto dei nobili della Mingrelia, di Rach'a e di Lechkhumi e si ristabilì al trono d'Imerezia, lasciando Guria a suo figlio Giorgio IV Gurieli. Durante questa sua reggenza, bandì ufficialmente il commercio di schiavi e aprì nuove scuole a Guria.
Sia Giorgio VII che Giorgi Abashidze si rifugiarono presso re Vakhtang VI di Cartalia, il quale tentò di porre fine alla faida. Abashidze ritornò ad Imerezia. Il deposto re Giorgio si recò ad Akhaltsikhe e cospirò con Zurab Abashidze, nipote di Giorgio Abashidze, il quale era stato spodestato da Mamia. Nel giugno del 1712, Giorgio VII e Zurab Abashidze invasero segretamente il distretto di Argveti ed inflissero una pesante sconfitta a Mamia ed a Giorgio Abashidze a Chkhari.
Gurieli si portò dunque a Rach'a e quindi in Cartalia, dove venne ospitato a Tskhinvali dal figlio di Vakhtang VI, Bakar. Supportato dal governo di Cartalia, Mamia si spianò la strada per Guria. Nel novembre del 1713, Mamia Gurieli, con Dadiani, il duca di Rach'a, Giorgi Abashidze ed i Lechkhumiani, sconfisse re Giorgio a Kutaisi e lo costrinse all'esilio ad Akhaltsikhe. Mamia morì due mesi dopo, il 5 gennaio 1714 e Giorgio VII venne restaurato al governo ancora una volta. I resti di Mamia vennero portati in Guria e sepolti nel Monastero di Shemokmedi.

## Famiglia
Mamia Gurieli si sposò due volte. La prima, nel 1698, fu con Elena, figlia di Giorgio Abashidze. Il loro matrimonio venne sciolto nel 1711 e Mamia sosò Tamar (m. 1716), figlia di Papuna I, duca di Rach'a, ed ex moglie del principe Papuna Chkheidze. Dopo la morte di Mamia, ella si risposò col rivale di suo marito, re Giorgio VII d'Imerezia, ma morì poco dopo il matrimonio e venne sepolta al Monastero di Gelati.
Mamia ebbe sette figli, quattro maschi e tre femmine:
- Principe Giorgio IV Gurieli (1702–1726), reggente di Guria (1711–1714), principe di Guria (1714–1726), re d'Imerezia (1716);
- Principe Kaikhosro III Gurieli (m. c. 1751), principe rivale di Guria (1716);
- Principe Nikoloz (m. 1755), vescovo di Semokmedi c. 1719;
- Principe Levan, reggente rivale di Guria (1711–1713);
- Principessa Tamar (m.1742), sposò Giorgio IV Dadiani dal 1710 al 1714 e Giorgio VII d'Imerezia dal 1716 al 1720;
- Principessa N., moglie di Aslan-Pasha di Akhaltsikhe;
- Principessa N., moglie di Giorgio Shervashidze, Duca in Guria.